# Common Hybrid Interface Protocol System
Common Hybrid Interface Protocol System (CHIPS) est la définition d'un réseau d'ordinateurs qui consiste en un mélange de protocoles série communs de données tels RS-232 et RS-485 ou peut être également une interface de communication de clavier d'ordinateur. CHIPS peut aussi consister en des protocoles Bluetooth et Wi-Fi pour les communications sans fils. 
Au travers le monde, il y a plusieurs projets CHIPS et les produits disponibles actuellement[Quand ?] avec des tels systèmes sont MISOLIMA « DOLLx8 » and Olivetti's « Mael Gateasy ». Comme les nouveaux systèmes BUS sont en train de gagner des parts de marché, il sera toujours demandé à CHIPS de permettre l'intégration en un seul point de connexion, des protocoles réseaux série. En utilisant CHIPS, il sera possible de contrôler des données entrée/sortie de différentes sources et systèmes, sans avoir besoin d'installer plusieurs cartes interfaces périodiques et pilotes.
Dans la plupart des cas, les utilisateurs de CHIPS seront capables de travailler avec plusieurs sources de données séries émetteur-récepteur en un et en même temps. De telles données séries pourraient provenir de claviers d'ordinateurs, bus CAN, RS et communications sans fils, où toutes les données sont connectées en une ou plusieurs unités CHIPS qui communiquent au travers de protocoles de données série mixés.
En raison des vitesses de débit mélangées entre les systèmes connectés, la compatibilité avec CHIPS signifie que quelques dispositifs auront un taux de transfert réduit. Mais CHIPS a été conçu principalement pour l'automatisation des laboratoires, des bureaux, du domicile, des ateliers de fabrication et des bâtiments.